# Шанчуань (острів)
Шанчуань (також Шанчуаньдао, від кит. 上川岛, пін. Shàngchuāndǎo) — острів у центральній частині провінції Гуандун, КНР. Адміністративно підпорядковується префектурі Цзянмень. Відомий як місце смерті католицького місіонера Франциска Ксав'єра.

## Географія
Входить до складу міста Тайшань. Лежить на південь від його материкової частини, у Південнокитайському морі.

### Клімат
Острів знаходиться у зоні, котра характеризується вологим субтропічним кліматом. Найтепліший місяць — липень із середньою температурою 28,5 °C. Найхолодніший місяць — січень, із середньою температурою 15,4 °С.
| Клімат Шанчуаня         | Клімат Шанчуаня | Клімат Шанчуаня | Клімат Шанчуаня | Клімат Шанчуаня | Клімат Шанчуаня | Клімат Шанчуаня | Клімат Шанчуаня | Клімат Шанчуаня | Клімат Шанчуаня | Клімат Шанчуаня | Клімат Шанчуаня | Клімат Шанчуаня | Клімат Шанчуаня |
| Показник                | Січ.            | Лют.            | Бер.            | Квіт.           | Трав.           | Черв.           | Лип.            | Серп.           | Вер.            | Жовт.           | Лист.           | Груд.           | Рік             |
| Середній максимум, °C   | 18,6            | 19,2            | 21,9            | 25,6            | 28,9            | 30,5            | 31,5            | 31,5            | 30,5            | 28              | 24,3            | 20,3            | 25,9            |
| Середня температура, °C | 15,4            | 16,2            | 18,9            | 22,8            | 26              | 27,9            | 28,5            | 28,3            | 27,4            | 25              | 21,1            | 17              | 22,9            |
| Середній мінімум, °C    | 13,1            | 14,2            | 16,8            | 20,8            | 24              | 25,8            | 26,2            | 25,9            | 25,1            | 22,8            | 18,7            | 14,6            | 20,7            |
| Норма опадів, мм        | 23.6            | 49.3            | 66.5            | 176.1           | 318.9           | 388.3           | 305             | 391.6           | 301.9           | 132.7           | 46.2            | 29.9            | 2230            |
| Вологість повітря, %    | 76              | 83              | 85              | 87              | 85              | 85              | 84              | 84              | 81              | 76              | 72              | 70              | 80.7            |
| ----------------------- | --------------- | --------------- | --------------- | --------------- | --------------- | --------------- | --------------- | --------------- | --------------- | --------------- | --------------- | --------------- | --------------- |
| Джерело: data.cma.cn    |                 |                 |                 |                 |                 |                 |                 |                 |                 |                 |                 |                 |                 |